# Callistoctopus
Callistoctopus — род головоногих моллюсков из семейства обыкновенные осьминоги (Octopodidae). Они легко узнаваемы по красноватой окраске, белым сосочкам, покрывающим их тела и длинным щупальцам. Они избегают конкуренции с дневными родственниками из рода настоящие осьминоги (Octopus), потому что ведут ночной образ жизни. Хорошо известны такие виды, как длиннощупальцевый спрут (Callistoctopus macropus) и типовой вид Callistoctopus ornatus. Оба добываются людьми для употребления в пищу.

## Виды
- Callistoctopus alpheus (Norman, 1993)[2][3]
- Callistoctopus aspilosomatis (Norman, 1993)[3]
- Callistoctopus bunurong (Stranks, 1990)[3]
- Callistoctopus dierythraeus (Norman, 1992)[2]
- Callistoctopus graptus (Norman, 1992)[3]
- Callistoctopus kermadecensis (Berry, 1914)[4]
- Callistoctopus lechenaultii (d’Orbigny, 1826)
- Callistoctopus luteus (Sasaki, 1929)[5]
- Callistoctopus macropus (Risso, 1826)[6]
- Callistoctopus nocturnus (Norman & Sweeney, 1997)[4]
- Callistoctopus ornatus (Gould, 1852)[7]
- Callistoctopus rapanui (Voss, 1979)[4]

### Виды, сведённые в синонимы
- Callistoctopus arakawai (Taki, 1964): синоним Callistoctopus ornatus (Gould, 1852)
- Callistoctopus magnocellatus (Taki, 1964): синоним Octopus cyanea Gray, 1849

### Сомнительные виды
- Callistoctopus furvus (Gould, 1852): потенциальное название для западноатлантических осьминогов, в настоящее время относимых к C. macropus
- Callistoctopus taprobanensis (Robson, 1926)